# قلعه چوکل سرخ دم لری
قلعه چوکل سرخ دم لری مربوط به مفرغ است و در شهرستان کوهدشت، بخش مرکزی، دهستان کوهدشت جنوبی، ۸۰۰ متری شمال روستای سرخ دم لری واقع شده و این اثر در تاریخ ۲۳ بهمن ۱۳۸۵ با شمارهٔ ثبت ۱۷۱۷۷ به‌عنوان یکی از آثار ملی ایران به ثبت رسیده‌است.